# Nunzio Sulprizio
Nunzio Sulprizio (Pescosansonesco, 13 aprile 1817 – Napoli, 5 maggio 1836) è stato un operaio e artigiano italiano, di fede cattolica. È stato proclamato santo da papa Francesco nel 2018.

## Biografia
Di umile famiglia, nacque a Pescosansonesco in Abruzzo il 13 aprile 1817, fu chiamato Nunzio in onore della Madonna. Ben presto il  piccolo rimase orfano di entrambi i genitori e quindi fu allevato dalla nonna materna che gli diede un'educazione esclusivamente religiosa; recitare il rosario e andare a messa frequentando anche una scuola parrocchiale. All'età di nove anni anche la nonna morì e Nunzio fu affidato ad uno zio materno, uomo violento e volgare che avviò il giovane al mestiere di fabbro ferraio nella bottega che aveva nel paese natale di Pescosansonesco.
Il ragazzo, spossato dal duro lavoro e dai numerosi maltrattamenti da parte dello zio, di gracile costituzione, si ammalò di carie ossea, dopo che si era ferito ad una caviglia; secondo quanto si narra, iniziò a recarsi alla fonte di Riparossa per lavare la ferita che gli ricopriva tutto il piede sinistro, nonostante gli abitanti del paese lo tenessero alla larga dalla fonte per timore di rimanere infetti. Mentre si rinfrescava recitava il rosario.
Nel 1834 partì per Napoli, dove viveva uno zio paterno militare di stanza al Maschio Angioino, che venuto a conoscenza delle pessime condizioni del nipote lo fece curare da un colonnello medico dell'esercito borbonico, Felice Wochinger, che gli fornì un alloggio nel Maschio Angioino. Desiderando consacrarsi al Signore e vista l'impossibilità della malattia Nunzio spogliò la sua stanza di tutti gli arredamenti vivendo secondo uno stile carmelitano, rendendo la sua stanza molto simile ad una cella di un convento. Fu ricoverato all'Ospedale degli Incurabili, ricevette la Prima Comunione e in quell'occasione ebbe la sua prima estasi.
In ospedale insegnava il catechismo ai bambini malati, operando anche molti miracoli, ma le cure non riuscirono ad evitargli atroci sofferenze portandolo alla morte il 5 maggio 1836 a diciannove anni.

## Beatificazione e canonizzazione
Fu dichiarato venerabile nel 1859 da Pio IX e beatificato nel 1963 da Paolo VI durante il Concilio Ecumenico Vaticano II, lo stesso giorno di Vincenzo Romano. Il processo di beatificazione fu promosso da mons. Aurelio Marena, vescovo di Ruvo e Bitonto, in qualità di postulatore. Secondo le norme dell'epoca, per la beatificazione erano necessari due miracoli. Il primo riguardò la guarigione, avvenuta nel 1929, di Donato Romano, di Pescosansonesco, ammalato di otite purulenta. Il secondo riguardò Maria di Lauro, diciannovenne napoletana, che nel 1942 fu guarita da un tumore nella fossa iliaca destra. Il Collegio dei Medici della Sacra Congregazione dei Riti, l'8 gennaio 1963, dichiarò l'inspiegabilità scientifica dei due fatti. 
Il processo di canonizzazione fu seguito da don Antonio Salvatore Paone, postulatore delle cause dei santi per l'arcidiocesi di Napoli e parroco di San Domenico Soriano a Napoli, chiesa nella quale è custodito il corpo di Nunzio. L'8 giugno 2018 papa Francesco riconobbe il miracolo per la canonizzazione, riguardante un giovane di Taranto, Pasquale Bucci, entrato in coma nel 2004 a causa di un incidente motociclistico, e poi ridotto in stato vegetativo. La sua completa guarigione fu attribuita all'intercessione del beato Sulprizio. La cerimonia solenne di canonizzazione venne celebrata in piazza San Pietro il 14 ottobre 2018. Insieme a Nunzio Sulprizio furono canonizzati Vincenzo Romano ed altri cinque beati.

## Culto
San Nunzio Sulprizio viene considerato il protettore degli operai e dei giovani.

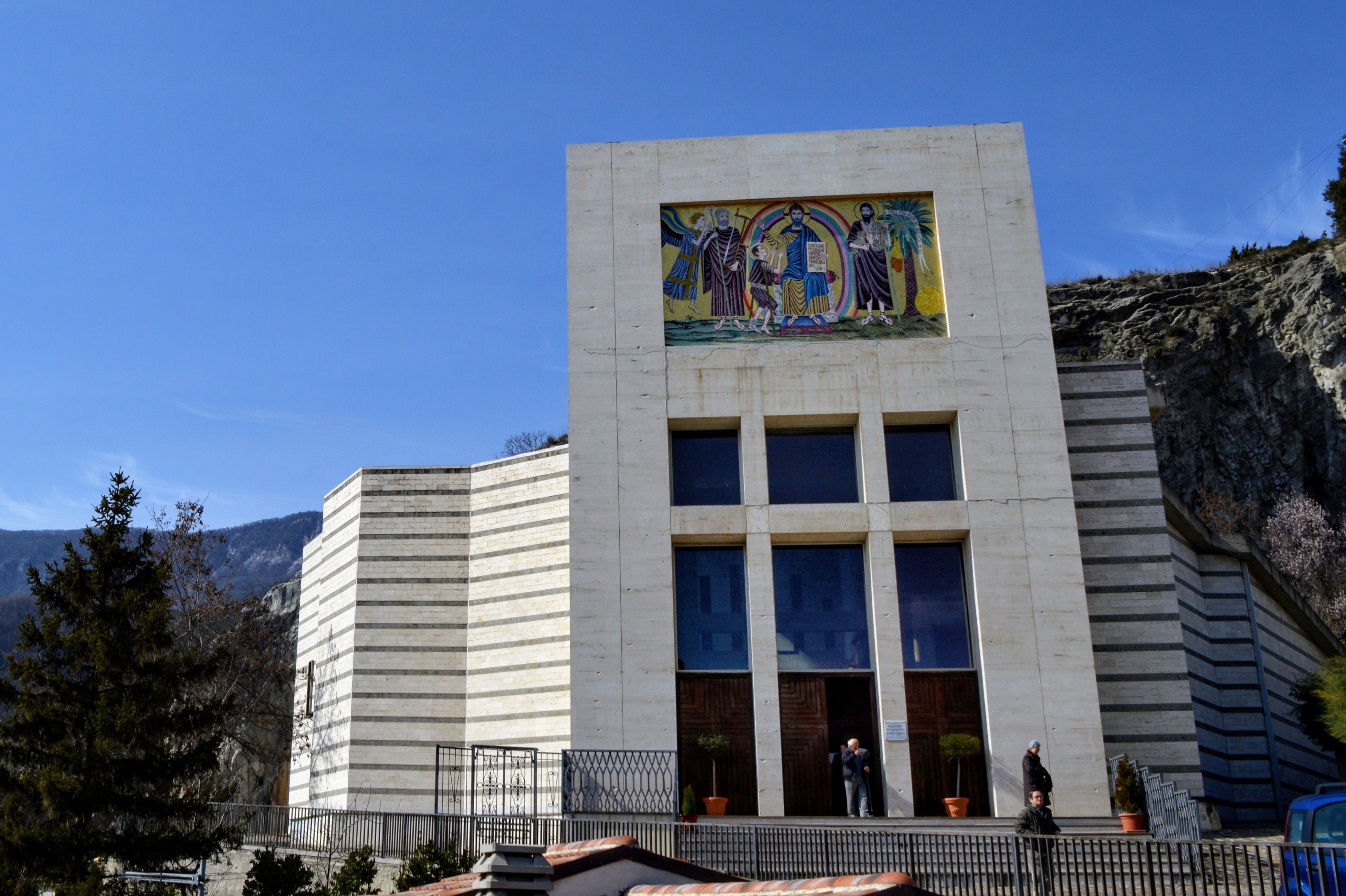
Santuario di San Nunzio Sulprizio a Pescosansonesco vecchio

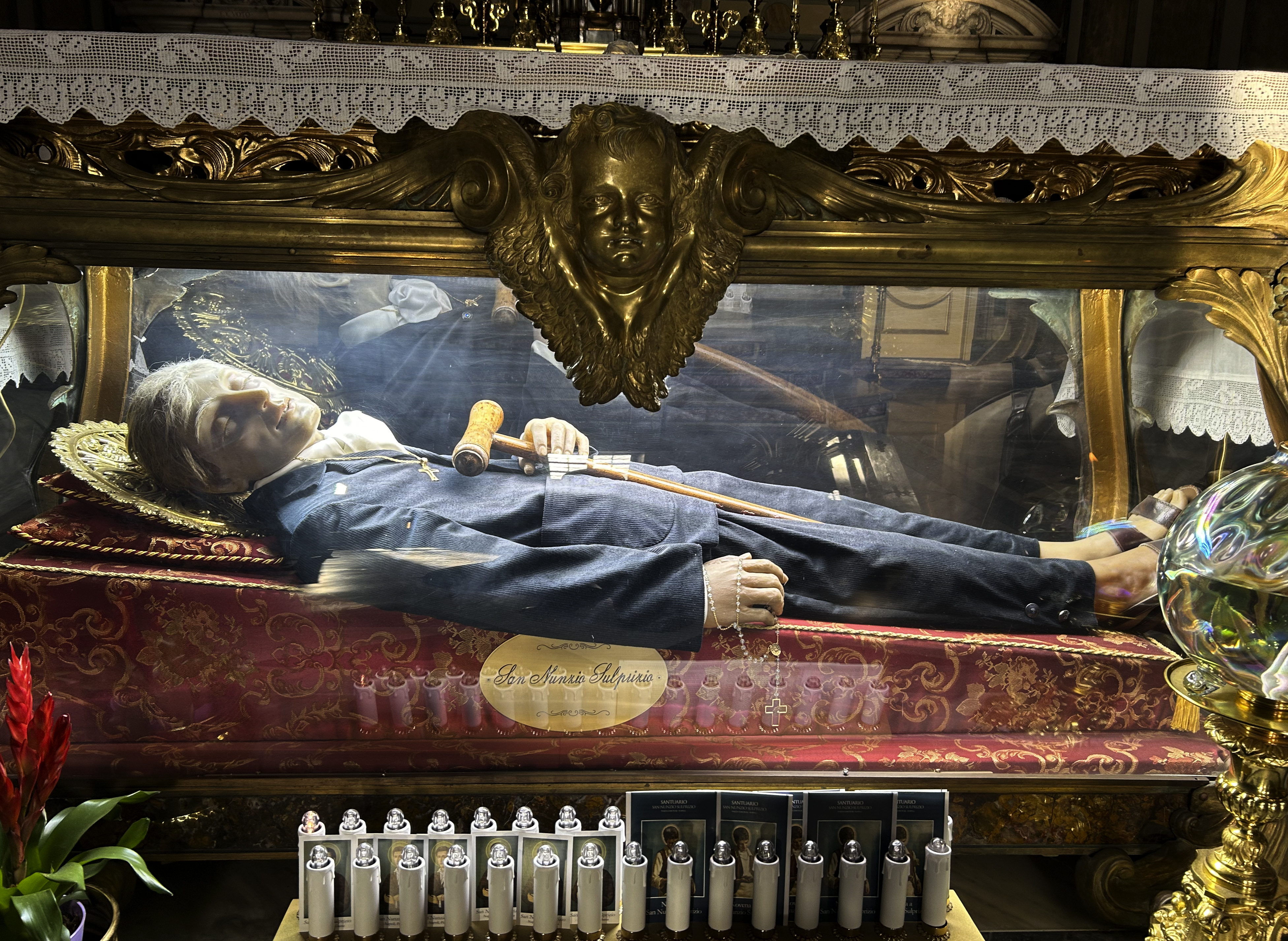
Urna con il corpo di san Nunzio Sulprizio nella Chiesa di San Domenico Soriano di Napoli

La fama di Nunzio, molto devoto alla Madonna, si diffuse nella sua città natale grazie all'esemplare sopportazione della malattia.
Presso la fonte di Riparossa, a Pescosansonesco, fu eretto un Santuario per la conservazione delle reliquie del giovane, oggi meta di pellegrinaggi.
Proprio lì durante un terremoto avvenne che la teca fosse trovata spostata da dove era posta, infatti nel luogo iniziale era caduto un grosso macigno. Presso un'ala del suddetto Santuario si trova una parete di stampelle lasciate come ex-voto dai fedeli che invocano l'intercessione del santo.
Decisamente maggiori sono i pellegrinaggi presso la chiesa di San Domenico Soriano in Piazza Dante a Napoli, dove è custodito il corpo di san Nunzio, ormai napoletano d'adozione. Qui accorrono numerosi i fedeli da Napoli, dall'Italia e ormai anche dall'estero a pregare sul corpo del giovane Nunzio. All'interno della chiesa, tra le molteplici reliquie custodite, sono state esposte alla venerazione dei fedeli i pochi oggetti e le suppellettili che formavano la camera da letto di Nunzio durante la sua residenza presso il castello del Maschio Angioino.
Dal 5 maggio 2017 per richiesta del parroco e dell'arcivescovo di Napoli cardinale Crescenzio Sepe, il Santo Padre ha concesso l'indulgenza plenaria ai fedeli che il giorno 5 di ogni mese faranno visita alla chiesa parrocchiale di San Domenico Soriano, parteciperanno alla Santa Messa e si fermeranno a pregare davanti all'urna contenente il corpo del santo.